# Cathédrale Sainte-Catherine de Tsarskoïe Selo
Cette  cathédrale n’est pas la seule cathédrale Sainte-Catherine.
La cathédrale Sainte-Catherine ou collégiale Sainte-Catherine est une église orthodoxe située dans le centre-ville de Tsarskoïe Selo (ou Pouchkine). L'église, construite entre 1835 et 1840 par Constantin Thon, a été totalement détruite le 10 juin 1939 par les autorités communistes locales qui l'ont fait exploser par des mines. Il a été décidé récemment de reconstruire l'église à l'identique. La première pierre a été bénite le 7 décembre 2006. Le président du conseil Vladimir Poutine a signé le 28 novembre 2008 un décret donnant le feu vert aux festivités du tricentenaire de la ville pour 2010. La reconstruction de l'église fait partie de ce programme.
Elle a été consacrée le 22 juin 2010 par le patriarche Cyrille, jour anniversaire de la ville.
L'église Notre-Dame du Signe et la chapelle Saint-Igor-de-Tchernigov dépendent de la paroisse de Sainte-Catherine.

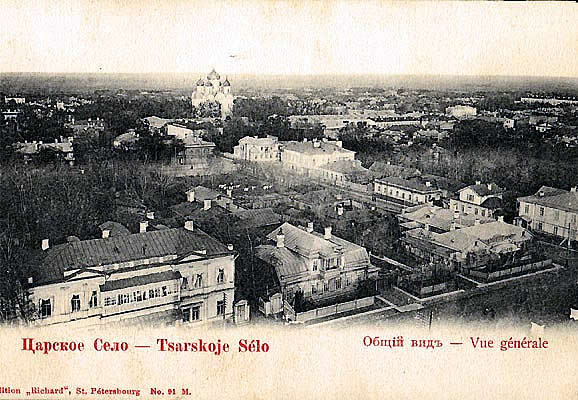
Vue de l'église vers 1900